# Unterhortenbach
Unterhortenbach war ein Wohnplatz in Unterodenthal in der heutigen Gemeinde Odenthal im Rheinisch-Bergischen Kreis.

## Lage und Beschreibung
Unterhortenbach lag am Hortenbacher Siefen und der Unterhortenbacher Delle nördlich von Oberhortenbach. Es fiel in der zweiten Hälfte des 20. Jahrhunderts wüst. Es geht zurück auf den Rittersitz Hortenbach. Heute sind nur noch überwachsene Kellermauern vorhanden.

## Etymologie
Der Name Hortenbach ist abgeleitet von Hertisbach, Herthasbach, nach Hertha, der germanischen Gottheit.

## Geschichte
Aus einer erhaltenen Steuerliste von 1586 geht hervor, dass die Ortschaft Teil der Honschaft Breidbach im Kirchspiel Odenthal war.
Johann Adolf Wolff Metternich zur Gracht kaufte 1623 vom Freiherrn Wilhelm von Harff die Besitzungen Ober- und Unterhortenbach sowie die dazugehörigen Fischereirechte. Seitdem sind diese Güter mit Strauweiler verbunden. Die Topographia Ducatus Montani des Erich Philipp Ploennies, Blatt Amt Miselohe, belegt, dass der Wohnplatz 1715 als Hof kategorisiert wurde und mit u. Hortenbach bezeichnet wurde. Carl Friedrich von Wiebeking benennt die Hofschaft auf seiner Charte des Herzogthums Berg 1789 als Hortenbach. Daraus geht hervor, dass Unterhortenbach zu dieser Zeit Teil von Unterodenthal in der Herrschaft Odenthal war.
Unter der französischen Verwaltung zwischen 1806 und 1813 wurde die Herrschaft aufgelöst und Unterhortenbach wurde politisch der Mairie Odenthal im Kanton Bensberg zugeordnet. 1816 wandelten die Preußen die Mairie zur Bürgermeisterei Odenthal im Kreis Mülheim am Rhein.
Der Ort ist auf der Topographischen Aufnahme der Rheinlande von 1824 und auf der Preußischen Uraufnahme von 1840 als Nieder Hortenbach verzeichnet. Ab der Preußischen Neuaufnahme von 1892 ist er auf Messtischblättern regelmäßig als Unter Hortenbach oder Unterhortenbach verzeichnet, letztmals auf der von 1964. Auf der Karte von 1969 ist es nicht mehr verzeichnet.
| Jahr | Einwohner | Wohn- gebäude | Kategorie  | Bemerkung                |
| ---- | --------- | ------------- | ---------- | ------------------------ |
| 1822 | 16        |               | Ackergüter | genannt Unter-Hortenbach |
| 1830 | 19        |               | Ackergut   | genannt Unter-Hortenbach |
| 1845 | 38        | 4             | Ackergüter |                          |
| 1871 | 9         | 1             | Pachtgüter | genannt Unter-Hortenbach |
| 1885 | 8         | 1             | Wohnplatz  | genannt Unter Hortenbach |
| 1895 | 10        | 1             | Wohnplatz  | genannt Unter Hortenbach |
| 1905 | 6         | 1             | Wohnplatz  |                          |